# 圖-104
图-104（俄語：Ту-104，羅馬化：Tu-104，北约代号：骆驼（Camel））是一型由苏联图波列夫设计局设计的双发中程窄体喷气式客机，于1955年6月17日首飞。
图-104是全世界继彗星型客机后第二款投入商业运营的喷气式客机，亦是苏联首款喷气式客机。在1956-1958年间，因彗星型客机因接连发生事故而停飞，该机型更成为当时全球唯一一款商业运营中的喷气式客机.。

## 发展历程

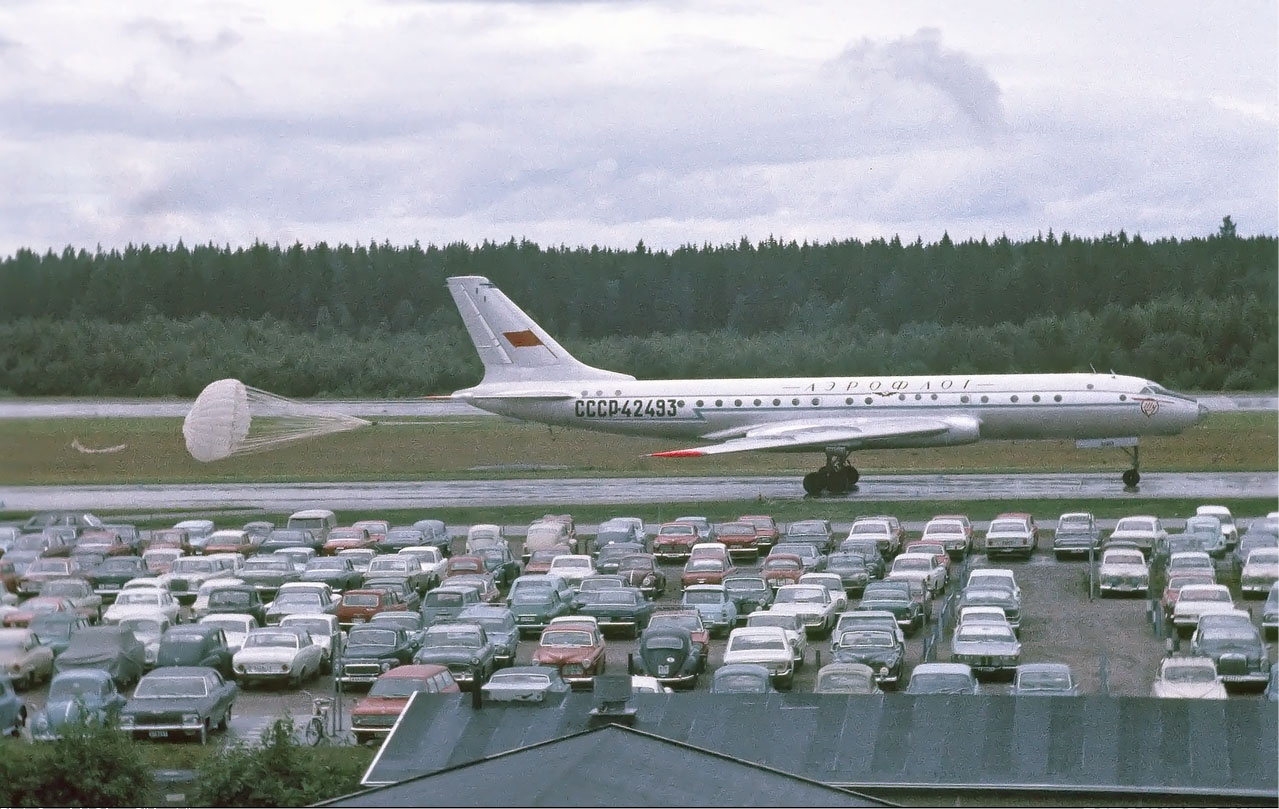
苏联民航的图-104B在落地后使用减速伞减速

图-104的研制工作始于20世纪50年代初。当时，苏联民航迫切需要一款比现有螺旋桨客机拥有更大载客量和更好飞行表现的现代化客机。图波列夫设计局在图-16轰炸机的基础上对新客机进行了设计，新客机的机翼、尾部设计及发动机均与图-16相同，但采用了更宽的机身，使用加压客舱，可容纳50名乘客。图-104的原型机于1955年6月17日首飞，并于同年7月在图希诺航展（Tushino Airshow）上亮相。因当时许多机场的跑道长度不足，图-104配置有减速伞，可将降落距离缩短约400米。
凭借开发生产图-104的经验，图波列夫设计局在图-104的基础上，开发出针对国内短程市场的图-124，为世界上首款量产的采用涡轮风扇发动机的客机。

## 设计
图-104由两台米库林AM-3涡轮喷气发动机提供动力。与彗星型客机类似，图-104亦将发动机设于机翼根部，该设计遗留下了发动机的喷口贴近机身，喷流冲击机身舱壁的问题。机组由5人组成，包括2名飞行员、1名领航员、1名飞航工程师和1名无线电操作员（后取消）。
图-104的客舱分为两部分，前面是一个稍小的客舱，后面是一个较大的客舱，两个客舱之间有一个舱段，这里的地板略高，以避开机翼的中央结构部分。在早期型号中，这个中央舱段常常被作为厨房。

## 运营历史
1956年9月15日，苏联民航开始使用图-104取代伊尔-14，在莫斯科—鄂木斯克—伊尔库茨克航线进行首次商业飛行，将该航线的全程飞行时间由13小时50分钟缩短至7小时40分钟，飞行的舒适度亦大幅提升。至1957年，苏联民航已在从莫斯科伏努科沃机场至伦敦、布达佩斯、哥本哈根、北京、布鲁塞尔、渥太华、德里和布拉格等地的航线上使用图-104执飞，其中莫斯科至北京的航线也是中国当时最豪华的航线。
捷克斯洛伐克航空是除苏联民航外使用图-104的唯一一家航空公司，共购入了6架载客量81人的图-104，在前往莫斯科、巴黎和布鲁塞尔的航线上使用。
因设计原因，图-104在操控和稳定性上表现不佳，易进入荷兰滚状态，同时机翼糟糕的空气动力学设计易导致在低速飞行时无预警失速，因此需要比一般飞机更高的降落速度。这些缺陷导致图-104的安全记录并不好。在1979年发生一次致命事故后，苏联民航随即将图-104退役。军队中的图-104则继续服役，但在1981年2月1架军用图-104坠毁导致50人死亡后，该机型从此彻底退役。图-104的最后一次飞行是1986年飞往乌里扬诺夫斯克航空博物馆的一次转场飞行。

## 型号

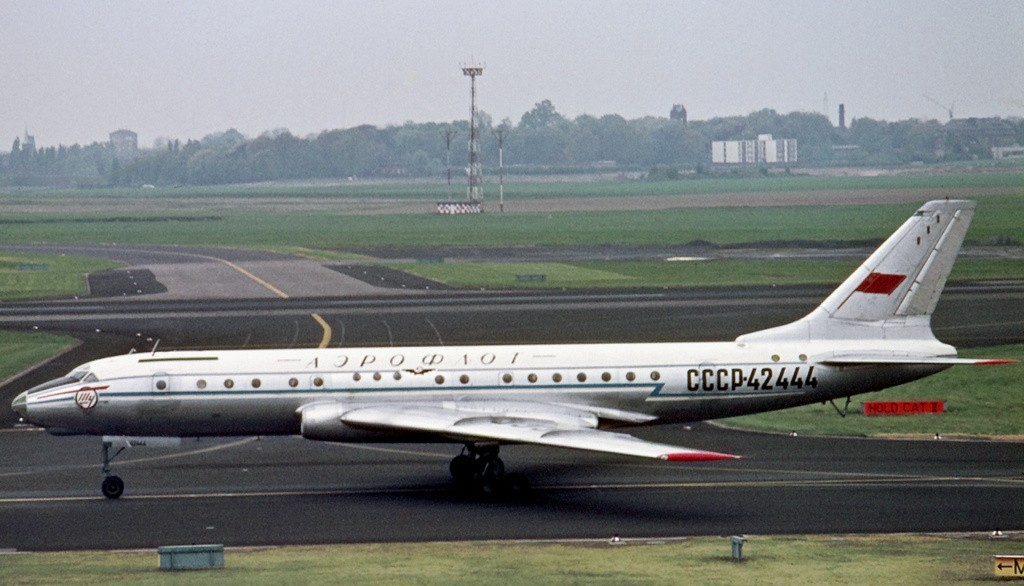
图-104B

- 图-104：最初型号，可乘坐50名乘客，共生产了29架。
- 图-104A：1957年6月诞生的改良型号，采用了改进的发动机，载客量得以提升至70人。该型号共生产了80架，其中6架出口至捷克斯洛伐克。
- 图-104AK：宇航员训练及苏联太空计划设备测试专用机。
- 图-104A-TS：图-104A的货运/医疗型号，5架图-104A被改造为此型号。
- 图-104B：对机身加长了1.2米，并改用更新型的米库林AM-3-500涡轮喷气发动机，单台推力达到9,700公斤，载客量提升至100人。该型号采用了图-110的机身设计，于1959年4月15日投入服务，共生产了95架，大多数后来按照图-104V-115的标准进行了升级。
- 图-104B-TS：图-104B的货运/医疗型号，6架图-104B被改造为此型号。
- 图-104E：换装RD-16-15发动机的图-104，拥有更好的燃油经济性和推力。两架原型机由图-104B改造而来。20世纪60年代中期该项目因图-154项目的启动而被取消。
- 图-104V：以图-104A的机身为基础，载客量提升至100-105人。
- 图-104V-115：以图-104B的机身为基础，载客量提升至115人，并更新了无线电及导航设备。
- 图-107：军用运输型，造了一架原型机后项目取消。
- 图-110：采用4台发动机的出口型，造了少量原型机后项目取消。

## 主要使用者
捷克斯洛伐克
- 捷克斯洛伐克航空
- 捷克斯洛伐克空军

 蒙古人民共和国
- 蒙古人民军

 苏联
- 苏联民航
- 苏联空军

## 重大意外

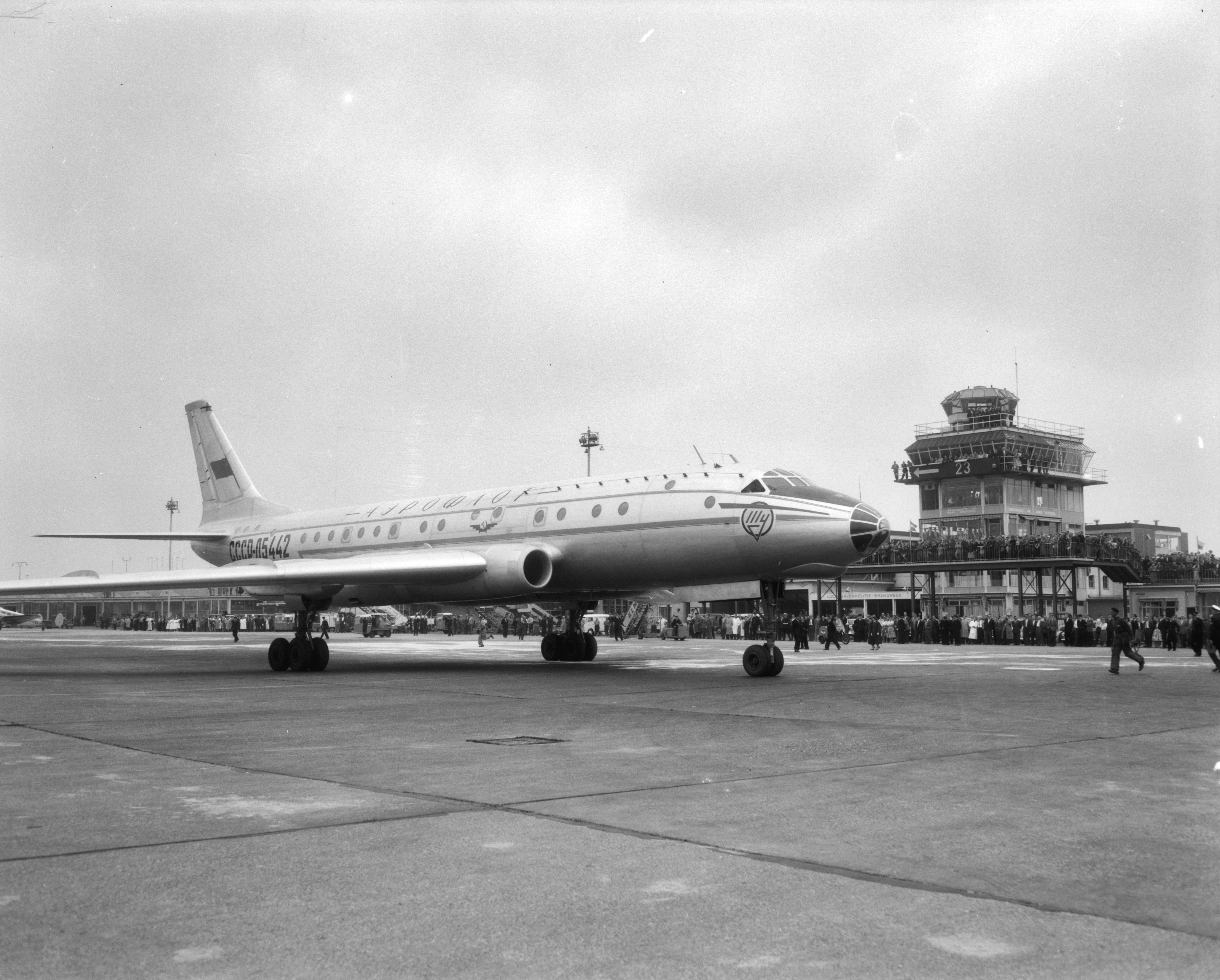
执飞苏联民航4号班机的图-104A

- 1958年8月15日，执飞苏联民航4号班机的1架图-104A型客机在哈巴罗夫斯克附近坠毁，机上64人全部遇难，为图-104的第一起致命空难[6][7]。
- 1958年10月17日，1架图-104在楚瓦什境内失事，机上包括出访的中国代表团郑振铎在内共80人遇难。[8]
- 1961年3月16日，1架执飞苏联民航68号班机的图-104B于科利佐沃机场起飞后坠毁，导致机上3名乘客和地面2人死亡。
- 1962年6月30日，1架执飞苏联民航902号班机的图-104A于别廖佐夫卡区坠毁，全机84人罹难。
- 1962年9月3日，1架执飞苏联民航3号班机的图-104A于哈巴罗夫斯克附近坠毁，机上86人全部死亡。
- 1963年7月13日，1架执飞苏联民航12号班机的图-104B在伊尔库茨克国际机场降落时坠毁，机上35人中有33人遇难。
- 1971年7月25日，1架执飞苏联民航1912号班机的图-104B在伊尔库茨克国际机场降落时失事，导致机上126人中有97人遇难[9]。
- 1971年10月10日，1架执飞苏联民航773号班机的图-104B客机于伏努科沃国际机场起飞后发生爆炸，导致机上25人全部遇难。
- 1973年5月18日，苏联民航109号班机发生劫机事件，劫机犯引爆炸药，导致飞机发生爆炸失事，全机81人遇难。
- 1973年9月30日，1架执飞苏联民航3932号班机的图-104B于科利佐沃机场起飞后不久坠毁，机上108人全部遇难。
- 1973年10月13日，1架执飞苏联民航964号班机的图-104B于多莫杰多沃国际机场降落时坠毁，导致机上122人全部遇难，该事故亦是涉及图-104的死亡人数最多的空难。
- 1976年2月9日，1架执飞苏联民航3739号班机的图-104A在伊尔库茨克国际机场起飞时坠毁，导致机上114人中24人死亡。
- 1976年11月28日，1架执飞苏联民航2415号班机的图-104B于谢列梅捷沃国际机场起飞后不久坠毁，机上72人全部遇难。
- 1977年1月13日，1架执飞苏联民航3843号班机的图-104B在阿拉木图国际机场附近坠毁，全机90人死亡。
- 1979年3月17日，1架执飞苏联民航1691号班机的图-104B在伏努科沃国际机场附近坠毁，机上119人中有58人死亡。此事故后，苏联民航将图-104除役[10]。
- 1981年2月7日，1架苏联海军第25航空師的图-104A起飞时坠毁，导致50人死亡。其中44名乘客為蘇聯太平洋艦隊軍人，包含12名上校與一級上尉，16名海軍上將與將軍，其中更包含艦隊司令埃米爾·斯皮里多諾夫上將。此次事故后，图-104亦从军队中除役[11]。

## 性能规格 （图-104B）
参考资料：Tupolev Tu-104: Aeroflot's first jet, Tupolew / Tupolev Tu-104
基本信息
- 机组：7
- 容量：50–115人
- 長度：40.06米（131英尺5英寸）
- 翼展：34.54米（113英尺4英寸）
- 高度：11.9米（39英尺1英寸）
- 机翼面积：183平方（1,970平方英尺）
- 翼型：'翼根：' PR-1-10S-9 (15.7%) ; 翼尖： PR-1-10S-9 (12%)[14]
- 空重：43,800（96,562磅）
- 总重：78,100（172,181磅）
- 燃料容量：标准21,000（46,297磅）；最大26,500（58,422磅）
- 发动机：2台米库林AM-3涡轮喷气发动机，每台95千牛頓（21,400磅力）推力

性能
- 最大速度：950每小時（590英里每小時；513節）
- 巡航速度：750—850每小時（466—528英里每小時；405—459節）
- 航程：2,750（1,709英里；1,485海里）（在8,150（17,968磅）载荷和5,650（12,456磅）油量情况下）
- 升限：12,000（39,000英尺）
- 爬升率：10每秒（2,000英尺每分鐘）

## 相关机型

### 相关发展
- 图-16
- 图-124
- 图-134

### 同时代或类似型号
- 哈维兰彗星型
- 波音707
- 卡拉维尔客机